# طراقي ترك (بابا امان)
طراقي ترك (بالفارسية: طراقی ترک) هي قرية تقع في إيران في قسم بابا امان الريفي. يقدر عدد سكانها بـ 926 نسمة بحسب إحصاء 2016.